# ISO 3166-2:CL
ISO 3166-2:CL é a entrada para o Chile no ISO 3166-2, parte da Norma ISO 3166 publicada pela Organização Internacional para Padronização (ISO), que define códigos para os nomes dos principais subdivisões (e.g., províncias ou estados) de todos países codificado no ISO 3166-1.
Atualmente, códigos ISO 3166-2 para o Chile, são definidos por 15 regiões.
Cada código é composto por duas partes, separadas por um hífen. A primeira parte é CL, o código do Chile ISO 3166-1 alfa-2. A segunda parte é de duas letras.

## Códigos atuais
Os nomes de subdivisão são listados como no padrão ISO 3166-2 publicada pela Agência de Manutenção ISO 3166 (ISO 3166/MA).
Clique no botão no cabeçalho da coluna para classificar.
| Código | Nome da subdivisão                        |
| ------ | ----------------------------------------- |
| CL-AI  | Aisén del General Carlos Ibañez del Campo |
| CL-AN  | Antofagasta                               |
| CL-AR  | Araucanía                                 |
| CL-AP  | Arica y Parinacota                        |
| CL-AT  | Atacama                                   |
| CL-BI  | Bío-Bío                                   |
| CL-CO  | Coquimbo                                  |
| CL-LI  | Libertador General Bernardo O'Higgins     |
| CL-LL  | Los Lagos                                 |
| CL-LR  | Los Ríos                                  |
| CL-MA  | Magallanes                                |
| CL-ML  | Maule                                     |
| CL-RM  | Região Metropolitana de Santiago          |
| CL-TA  | Tarapacá                                  |
| CL-VS  | Valparaíso                                |

## Mudanças
As alterações a seguir à entrada foram anunciadas em boletins pela ISO 3166/MA desde a primeira publicação da norma ISO 3166-2 em 1998:
| Boletim      | Data de emissão | Descrição das alterações no boletim                         | Código/Mudança da subdivisão                                     |
| ------------ | --------------- | ----------------------------------------------------------- | ---------------------------------------------------------------- |
| Boletim II-2 | 2010-06-30      | Atualização da estrutura administrativa e da fonte da lista | Subdivisões adicionadas: CL-AP Arica y Parinacota CL-LR Los Ríos |